# Mientje Proost
Wilhelmina Henrika Maria (Mientje) Houtman-Proost (Bergen op Zoom, 30 oktober 1919 - 20 september 2012) was koerierster tijdens de Tweede Wereldoorlog .

## Geschiedenis
Mientje Proost bracht valse bonkaarten, persoonsbewijzen en geheime informatie, waaronder microfilms voor Jan Derks van 'Dienst Wim' naar onder andere Bussum, Hilversum, Breda, Prinsenbeek, Halsteren, Goes en Haarlem. De verzetsgroep waarvan zij vanaf begin mei 1942 deel uitmaakte, werd in 1943 geïnfiltreerd door Anton van der Waals, een spion van de SD. Vrijwel de gehele groep werd opgepakt, Mientje Proost werd op 5 augustus 1943 in Bergen op Zoom gearresteerd en naar het Oranjehotel in Scheveningen gebracht. Zeven maanden zat ze in eenzame opsluiting; ze werd regelmatig verhoord door Joseph Schreieder, een van de topmannen van de SD. 
In april 1944 werd ze overgebracht naar Kamp Haaren, waar ze de cel deelde met Cis Suijs, Mies Jannink en Greetje Bruijnzeel. In Haaren vond op 21 juni 1944 het strafproces tegen 'Dienst-Wim' plaats. Tijdens dit proces werd Mientje Proost ter dood veroordeeld met 44 andere verzetsmensen, onder wie nog drie vrouwen, Regine Cohen, Leonie Overgoor en Bep Wiersma. De doodvonnissen zijn niet uitgevoerd, de mannen gingen als Nacht und Nebel-gevangenen naar Duitsland.
Toen Kamp Haaren op Dolle Dinsdag werd ontruimd, gingen de vrouwen naar Kamp Vught en een dag later op transport naar Ravensbrück. De 652 vrouwen werden vervoerd in goederenwagons, de reis duurde drie dagen. In Ravensbrück aangekomen marcheerden ze als een groep het kamp binnen, terwijl ze het streng verboden 'parachutistenlied' zongen dat ze in Haaren hadden geleerd.
In december 1944 werd een groep van ongeveer tweehonderd Nederlandse verzetsvrouwen vanuit Ravensbrück overgebracht naar Dachau, waar ze werden tewerkgesteld in het Agfacommando. Na enige tijd in de Agfafabriek te hebben gewerkt, werd Mientje Proost in de ziekenafdeling (het Revier) aangesteld als verpleegkundige.
Op 27 april 1945 werden de vrouwen die daartoe in staat waren op dodenmars gestuurd richting Innsbrück. Na drie dagen lopen en slapen in het open veld mochten ze overnachten in een schuur bij een boerderij in Wolfratshausen. Ze weigerden verder te lopen, twee derde van de groep was daartoe ook niet meer in staat. Op 30 april 1945 werden ze door het Amerikaanse leger bevrijd. Op 21 mei 1945 kwam ze met de trein aan in Oudenbosch, waar ze na enkele dagen quarantaine door familie werd opgehaald.

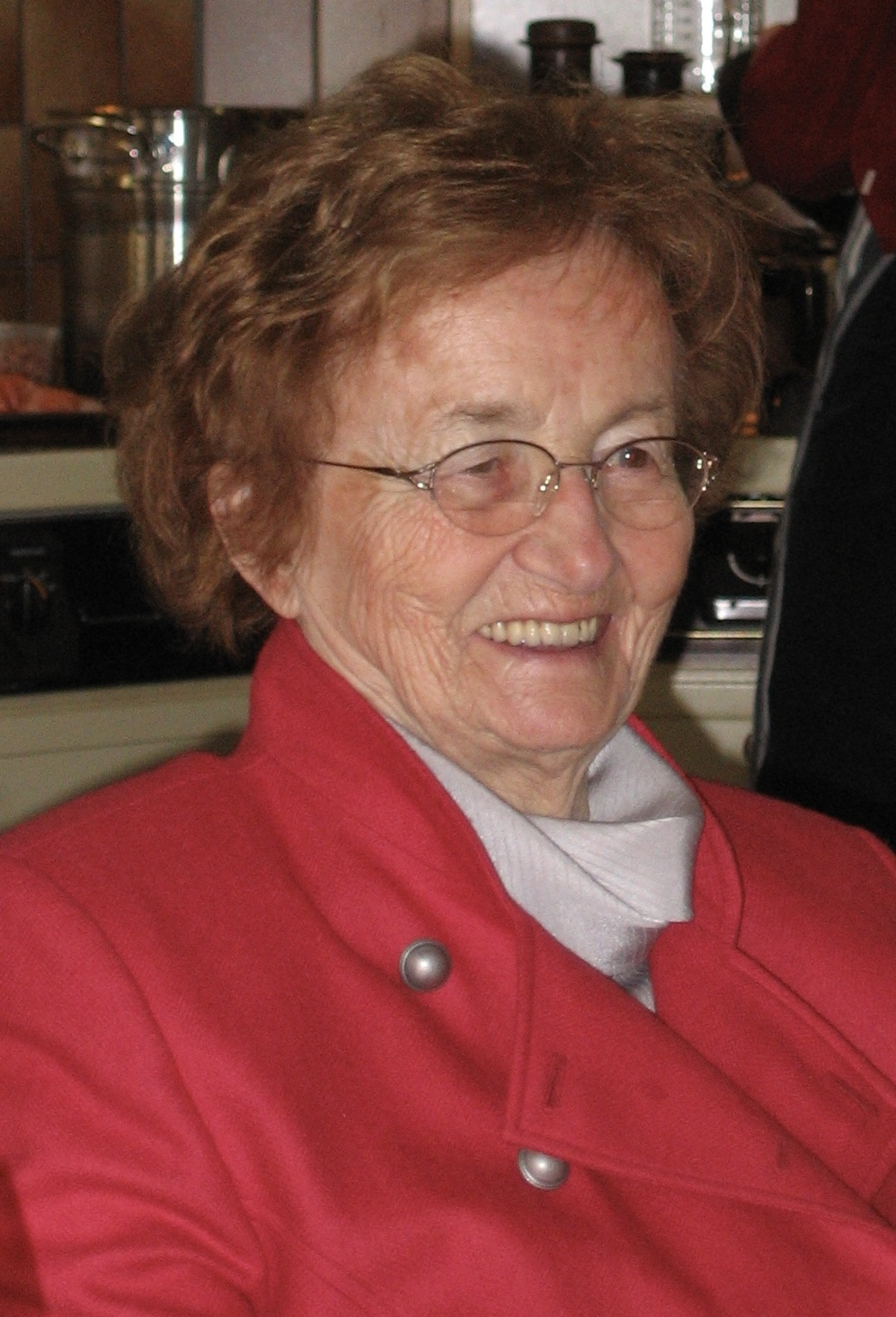
Mientje Proost in 2006

Na de oorlog werkte Mientje Proost een aantal jaren voor Stichting 1940-1945. Begin 1950 heeft ze, met hulp van haar echtgenoot Frans Houtman, haar memoires uit de bezettingsjaren opgeschreven.

## Onderscheidingen
Namens de Belgische regering ontving Mientje Proost na de oorlog de 'Ridder Leopold II met palm' en het 'Oorlogskruis 1940 met palm'. In Nederland ontving ze het Verzetsherdenkingskruis. In 2010 kreeg zij voor haar verzetswerk een onderscheiding van de gemeente Bergen op Zoom.